# ولسوالی وازه‌خواه
وازه‌خواه یکی از ولسوالیهای ولایت پکتیکا در جنوب خاوری افغانستان است با جمعیت نزدیک به ۵۰۸۱۸ نفر.